# Cutremur

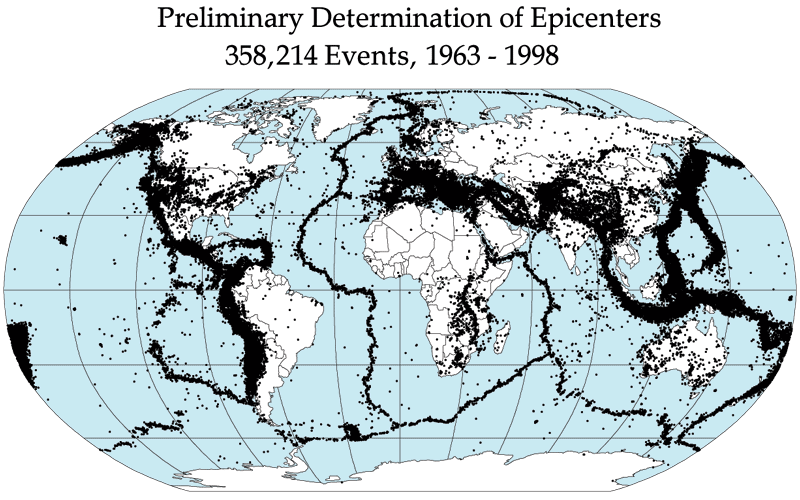
Epicentrele cutremurelor de pe glob, 1963 - 1998

Seism sau Cutremur sunt termenii  pentru mișcările pământului, ce constau în vibrații generate în zonele interne ale Terrei, propagate în formă de unde prin roci. Aceste vibrații rezultă din mișcările plăcilor tectonice, fiind des cauzate de o activitate vulcanică.
Cuvântul cutremur este folosit doar pentru acele mișcări ale plăcilor tectonice care provoacă daune majore, seism sau mișcări seismice pentru cele care trec neobservate și mișcări non-seismice pentru cele provocate de om.  
Elementele unui cutremur sunt: durata (fracțiuni de secundă sau secunde), intensitatea (microseisme, macroseisme), frecvența, adâncimea. După adâncimea hipocentrului, cutremurele sunt: superficiale (0 - 70 km), intermediare (50-70 până la 300 km), adânci (300 până la 700-800 km). 
Cutremurele puternice pot distruge construcții, clădiri, chiar localități întregi, provoacă alunecări de teren, chiar catastrofe naturale. Cutremurele submarine pot declanșa formarea de valuri uriașe (de până la 30 de metri înălțime și atingând viteze neașteptate (800 km/h). Astfel, în Oceanul Pacific fenomenele tsunami (provocate de cutremurele submarine) au produs pagube materiale foarte mari, cu pierderi de vieți omenești.
Știința care se ocupă cu studiul cutremurelor (mișcărilor seismice) se numește seismologie.

### Bradiseism
Bradiseism (ȋn greacă Brady seismos) este un seism lent, când o parte a suprafeței pământului se ȋnalță și coboară ȋn ritm ȋncetinit. Este un fenomen tipic mai ales pentru zona Campi Flegrei din Italia. Camera magmatică de sub “Campi Flegrei” se umple și se golește de lavă ȋn mod regulat. Acest proces este cauzat de fluidele magmatice provenite dintr-o cameră magmatică situată și mai profund ȋn scoarța terestră. Când lava din camera profundă migrează spre camera din straturile mai superioare ȋntreaga regiune se umflă, se ridică și invers coboară. În timpul episodului bradiseismic din 1983-1984, pământul s-a ridicat cu 3,5 metri ȋn „Campi Flegrei“, apoi a coborât.

## Cutremurele în istorie
Între secolul al V-lea î.Hr. și secolul al XIV-lea d.Hr., oamenii considerau că seismele sunt provocate, de regulă, de curenți de aer aflați în interiorul cavităților Pământului.
Exista însă și ideea conform căreia cutremurele apăreau ca urmare a tensiunilor existente în scoarță între apă și pământ, idee avansată de filosoful grec Thales din Milet, în secolul al VI-lea î.Hr.
Mai târziu, în primul secol al erei noastre, Plinius cel Bătrân vorbea despre seisme ca fiind „furtuni subpământene”.

## Cutremurul de pământ
Prin studiul cutremurelor, la observatoarele seismice răspândite pe glob, cu ajutorul unui aparat de înregistrare a cutremurului s-a constatat că aceste mișcări ale scoarței pământului au un centru în adâncime de propagare circulară a undelor seismice. Punctul de la suprafață, (situat deasupra hipocentrului), în care se măsoară intensitatea cutremurului este numit epicentru.
De aceea intensitatea cutremurului este definită nu numai de intensitatea și direcția de propagare a undelor, ci și de profunzimea hipocentrului (adâncimi măsurate până la 700 km). Intensitatea cutremurului, măsurată în epicentru, va fi cu atât mai mare cu cât hipocentrul este mai aproape de suprafață.
La un cutremur se pot deosebi mișcări orizontale, verticale și de torsiune. În funcție de cauzele care le produc, se deosebesc: cutremure tectonice, cutremure vulcanice și cutremure de prăbușire.

## Distribuția cutremurelor
Harta seismicității evidențiază teritoriile în care seismele se manifestă puternic și frecvent:
- centura de foc a Pacificului, căreia îi revin circa 80% din cutremurele puternice globale și 90% din toată energia seismică anuală
- brâul Mediteranean-Himalaian, care cuprinde și munții Carpați cu zona seismogenă Vrancea

Celelalte zone seismice, Oceanul Atlantic, partea interioară a Oceanului Pacific, Riftul Est-African ș.a. au o activitate seismică mai redusă.
Țara cu cele mai frecvente cutremure este Japonia. Cele mai puternice cutremure din România își au focarul în munții Vrancei, fiind produse de mișcări ale scoarței terestre.
Există și zone unde cutremurele nu se produc. Aceste zone, numite aseismice sunt următoarele: scutul baltic, canadian, brazilian, african, australian, platforma rusă, Groenlanda ș.a..

## Cauzele producerii cutremurelor
Cauzele producerii cutremurelor pot fi de două feluri:
1. Naturale:
- deplasarea plăcilor tectonice
- erupții vulcanice
- impactul cu meteoriți

2. Antropice (non-seismice)
- mijloacele de transport (produc minicutremure)
- explozii subterane antropice (de exemplu un test nuclear subteran)
- edificii care se surpă (mine abandonate de exemplu)

Anual se înregistrează circa 500.000 de mișcări seismice, însă doar 0,2% din ele pot provoca pagube.
Urmări ale mișcărilor seismice: energia eliberată declanșează avalanșe și valuri seismice, produce modificări ale mediului natural și antropic în funcție de intensitatea și de modul de propagare a undelor, cu pierderi umane și economice.

## Producerea cutremurelor

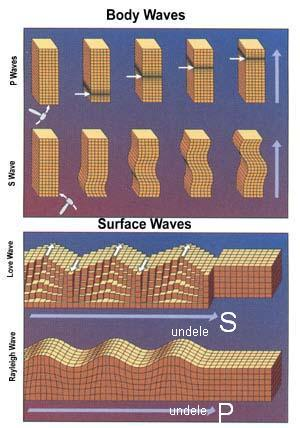
Undele P și S

În momentul în care se declanșează cutremurul, din epicentru, adică din punctul situat deasupra vetrei cutremurului, vor porni unde de șoc. Primele valuri care vor porni se numesc unde primare sau unde P. Acestea sunt valuri longitudinale, care se propagă asemănător cu undele sonore: produc mișcări în sens înainte – înapoi, în direcția de propagare. Undele primare sunt urmate de undele secundare, sau undele S. Sub efectul acestora, rocile se vor zgudui perpendicular pe direcția de mers. Al treilea tip de unde, undele de suprafață, provoacă unduirea solului și accentuează efectul distrugător al undelor secundare.
1. Unda P:
- este o undă longitudinală, de compresie
- determină mișcarea particulelor solului paralel cu direcția de propagare
- unda se deplasează prin compresie-dilatare în direcția de mers
- amplitudinea acestei unde este direct proporțională cu magnitudinea (energia cutremurului)
- este percepută la suprafață de către oameni ca pe o săltare, un mic șoc în plan vertical
- nu este periculoasă pentru structuri (clădiri) deoarece conține (transportă) aproximativ 20% din energia totală a cutremurului

2. Unda S:
- este o undă transversală, de forfecare
- determină mișcarea particulelor solului perpendicular (transversal) față de direcția de propagare
- deplasarea acestei unde este similară cu înaintarea unui șarpe (mișcări ondulatorii stânga-dreapta față de direcția de înaintare)
- este resimțită la suprafață sub forma unei mișcări de forfecare, de balans în plan orizontal
- este periculoasă, deoarece transportă aproximativ 80% din energia totală a cutremurului
- determină distrugeri proporționale cu magnitudinea cutremurului și cu durata de oscilație
- clădirile cad datorită intrării în rezonanță a frecvenței proprii de oscilație a structurii clădirii cu frecvența undei incidente, în acest caz efectul distructiv fiind puternic amplificat.

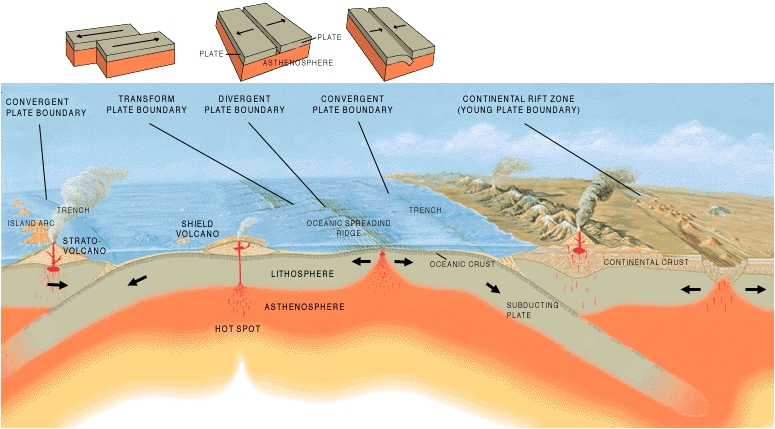
Cele trei tipuri de margini

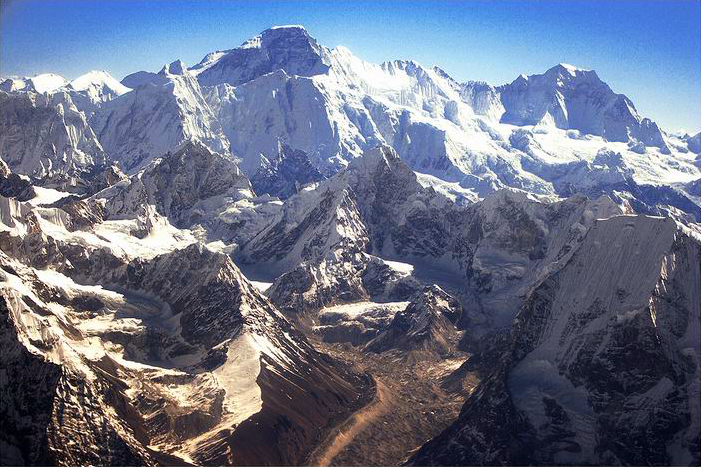
Munții Himalaya, un exemplu de munți formați prin încrețire

Suprafața globului este divizată în plăci tectonice. În timpul deplasării lor, acestea inevitabil vor întâlni alte plăci tectonice în cale. Când două plăci se întâlnesc, își lovesc și își deformează marginile astfel:
- 1. Margini divergente

Dacă se întâlnesc două plăci a căror margini sunt formate din crustă oceanică și care se mișcă depărtându-se una de alta, în spațiul care apare, iese la suprafață roca încinsă din manta, formându-se vulcani. Această rocă încinsă se răcește în apa oceanului, se întărește și duce la formarea unei noi cruste oceanice. Ea împinge cele două plăci forțându-le să se depărteze ducând la apariția cutremurelor în locul respectiv. Locul în care acest fenomen apare se numește zonă de divergență.
- 2.Margini convergente

Când două plăci se ciocnesc, o parte din marginile lor se distruge. Rezultatul acestor distrugeri depinde de tipul de cruste de la marginea plăcilor care se ciocnesc. Astfel: 
- dacă se ciocnește o placă oceanică de una continentală, cea oceanică, fiind mai subțire și mai densă va fi forțată să intre sub cea continentală care este mai ușoară și mai groasă. Aici apare fenomenul de subducție .	Crăpătura scoarței pe unde placa pătrunde în manta se numește fosă.
-când se ciocnesc 2 plăci oceanice, de asemenea una poate fi împinsă sub cealaltă.
-când se ciocnesc două plăci continentale, se creează arii de munți pentru că marginile care se ciocnesc se vor încreți, se vor compresa și vor fi împinse la suprafață. Acesta este procesul formării munților prin încrețire (ex.: Himalaya).
Zona în care două plăci se ciocnesc se numește zonă de convergență. 
- 3.Când plăcile tectonice trec unele pe lângă altele ele vor aluneca, se vor lipi, se vor freca una de alta ducând la apariția unei presiuni care va face ca plăcile să se zguduie, să se smucească formând cutremure.

## Măsurarea cutremurelor
Amploarea efectelor cutremurelor de pământ poate fi exprimată în două modalități:
- calitativ, prin intermediul intensității seismice, a intensității distrugerilor cauzate de acestea, care diferă de la un amplasament la altul, fiind dependentă de distanța față de epicentru și de condițiile locale de amplasament;
- cantitativ, prin intermediul magnitudinii, o măsură a energiei eliberate de un cutremur, o valoare unică pentru un eveniment seismic, având la bază o măsurătoare instrumentată.

Chinezii au fost primii inventatori ai unui detector de cutremure. Atunci când vasul trepida, în timpul cutremurului, din gura unuia dintre cei opt dragoni cu care împodobit vasul, o bilă cădea în gura uneia dintre broaștele râioase aflate la baza acestuia. Astfel era indicată direcția cutremurului.
O primă scară de apreciere a intensității cutremurelor a fost propusă de Michele de Rossi (Italia, 1874) și Francois Forel (Elveția, 1881), care au publicat, independent unul față de celălalt, scări de intensitate similare. Rossi și Forel au colaborat mai târziu și au produs Scara Rossi-Forel în 1883. Scara Rossi-Forel folosea 10 grade de intensitate (I...X), reprezentând primul grafic de măsurare a intensității folosit la nivel internațional.
Ulterior, pentru aprecierea intensității unui cutremur s-a folosit Scara Mercalli, inventată de vulcanologul și seismologul italian Giuseppe Mercalli (1902) - o scară care stabilește intensitatea unui cutremur pe baza observațiilor personale, subiective, din timpul cutremurului. În prezent, în Statele Unite este folosită Scara de intensitate Mercalli modificată (MMI), inventată în 1931 de seismologii americani Harry Wood și Frank Neumann și compusă din 12 nivele de intensitate.
Scările de intensitate seismică cele mai utilizate astăzi sunt Mercalli modificată (MMI), Rossi-Forel (R-F), Medvedev-Sponheur-Karnik (MSK-64), Scara Macroseismică Europeană (EMS-98) și scara agenției meteorologice japoneze (JMA). În România se utilizează scara MSK-64 conform STAS 3684-71 din 1971 iar zonarea intensității seismice a României se face conform SR 11100/1 din 1993, deși codul de proiectare seismică în vigoare, P100-1/2013 Arhivat în 11 ianuarie 2021, la Wayback Machine. se bazează pe hărți ale accelerației terenului pentru proiectare (ag) pentru componenta orizontală a mișcării terenului și pentru 20% probabilitate de depășire în 50 de ani) și perioadă de colț (Tc) a spectrului de răspuns. Prima normă seismică din lume referitoare la asigurarea seismică a construcțiilor a intrat în vigoare la 5 iulie 1906, după cutremurul catastrofal din San Francisco, California (18 aprilie 1906).
În cel de-al doilea caz, o măsură strict cantitativă a cutremurelor a fost introdusă de Kiyoo Wadati în 1931 în Japonia. Pentru astfel de măsurători sunt utilizate diverse aparate, denumite generic seismometre, destinate măsurării caracteristicelor cutremurelor, precum accelerometrele. În 1855, Luigi Palmieri din Italia a inventat un seismometru pe bază de mercur. Azi, pe baza acestor caracteristici precis măsurate, cutremurele sunt evaluate folosind Scara Richter, dezvoltată în 1935 de Charles Richter în California, SUA, pornind de la scara Wadati. Aceasta este o scală logaritmică, folosită pentru evaluarea magnitudinii evenimentului seismic. Înregistrarea continuă a acestor mărimi se face folosind echipamente speciale de înregistrare, precum accelerografele sau/și seismografele. John Milne a fost primul seismolog și geolog care a inventat primul seismograf modern, seismograful cu pendul orizontal (1880), și a promovat construirea stațiilor seismologice. Anterior lui, în jurul anului 132, omul de știință chinez Chang Heng a inventat primul seismoscop, un instrument care înregistra cutremurele, cunoscut sub numele de vasul dragonului.

## Cutremure cunoscute

### Europa
- 464 î.Hr., Cutremur Sparta, 20.000 morți
- 1268, Cutremur în Cilicia Turcia, 60.000 de morți
- 1356, 18 octombrie, Cutremur la Basel, Elveția, până azi cel mai puternic cutremur Europa centrală
- 1456, 5 decembrie, Cutremur distruge orașul Napoli, 30.000 până la 40.000 morți
- 1693, 11 ianuarie, Cutremur în Sicilia(Italia), 60.000 de morți
- 1755, 1 noiembrie, Marele cutremur din Lisabona
- 1756, 18 februarie, Cutremur pe Valea Rinului, Germania cu Epicentru în Düren, Cutremur cel mai puternic din Germania de gradul VIII apreciat pe Merc alli. Studii geologice ulterioare 6,2 grade Richter.
- 1783, 4 februarie, Cutremur în (Calabria) Italia, 50.000 de morți
- 1802, 26 octombrie, Cutremur cu magnitudine 8,2, România, zona seismică Vrancea. Unul din cele mai puternice cutremure din România, resimțit pana în Moscova, Moldova, Bulgaria, Turcia. Vezi și Cutremurul din 1802 (România).
- 1908, 28 decembrie, (7,5 grade) Cutremurul distruge Messina (Sicilia) și Reggio Calabria (pe peninsula Italiei) circa 84.000 morți (70.000 in Messina, 15.000 in Reggio Calabria).
- 1915, 13 ianuarie, Cutremur în Avezzano Italia
- 1940, 10 noiembrie, Cutremur de gradul 7,4 în România, circa 1.000 de morți (vezi și Cutremurul din 1940)
- 1952, 4 noiembrie, Cutremur de gradul 9 în Rusia
- 1977, 4 martie, Cutremur de gradul 7,2 în România (vezi și Cutremurul din 1977)
- 1999, 17 august, Cutremur de gradul 7,4 în nord-vestul Turciei, peste 20.000 de morți
- 2006, 8 ianuarie, Cutremur de gradul 6,9 în Grecia , Epicentru circa 200 km sud-vest de Atena
- 2007, 21 februarie, Cutremur de gradul 6,2 în Norvegia; este cel mai puternic seism înregistrat vreodată în această țară
- 2009, 6 aprilie 2009, cutremur de gradul 6,3 în Italia. Cutremurul este considerat cel mai grav înregistrat în Italia în ultimii zece ani. După cutremur au fost înregistrate circa 280 de replici, unele cu magnitudinea de moment 6,2 și al căror hipocentru a fost localizat în zona L'Aquila.
- 2016, 24 august, Cutremur cu magnitudinea 6,2 pe scara Richter a avut loc în Italia centrală la ora locală 03:36, în apropiere de Norcia, Provincia Perugia. Seismul a fost urmat de mai multe replici, cea mai puternică fiind de 5,5. Au fost 308 morți și peste 1.500 de răniți. Vezi și Cutremurul din Italia, august 2016.
- 2018, 26 octombrie,Cutremur de gradul 6,8 în Grecia, epicentrul la 43 km față de Zakynthos.
- 2019, 26 noiembrie, Cutremur de gradul 6,4 pe scara Richter, urmat de o replică de gradul 5,5, în partea de vest a Albaniei.[3] Seismul a produs 33 de morți și peste 650 de răniți, cât și pagube materiale.
- 2020, 29 decembrie, Cutremur puternic în Croația, cu gradul 6,4 pe scara Richter și o adâncime de 10 km, precedat și urmat de mai multe cutremure de peste 4 grade pe scara Richter.[4]
- 2023, 6 februarie, Cutremur de gradul 7,8 pe scara Richter în Turcia si Siria, urmat de mai multe replici.

### America de Nord
- 1957, 9 martie, cutremur de gradul 8,6 în Alaska
- 1964, 28 martie, cutremur de gradul 9,2 în Alaska
- 1965, 4 februarie, cutremur de gradul 8,7 în Alaska
- 1985, 19 septembrie, cutremur de gradul 8,1 în Ciudad de Mexico
- 2007, 9 ianuarie, cutremur de gradul 5,6 în provincia Columbia Britanică din Canada
- 2012, 20 martie, cutremur de gradul 7,4 în Ciudad de Mexico

### America Centrală
- 2010, 12 ianuarie, cutremur de gradul 7,0 în Haiti

### America de Sud
- 1906, 31 ianuarie, Cutremur de gradul 8,8 în Ecuador
- 1960, 22 mai, Cutremur de gradul 9,5 în Chile, cel mai puternic seism înregistrat (vezi Cutremurul din Chile (1960))
- 1970, Cutremur în Peru, 66000 de morți
- 2006, 13 noiembrie, Cutremur de gradul 6,7 în provincia Santiago del Estero din Argentina
- 2010, 27 februarie, Cutremur de gradul 8,8 în Oceanul Pacific cu efecte devastatoare pentru Chile

### Asia
- 856 î.Hr., 22 decembrie, Cutremur în Damghan (Iran), circa 200.000 de morți
- 893 î.Hr., 23 martie, Cutremur în Ardabil (Iran), circa 150.000 de morți
- 1138, 9 august, Cutremur în Aleppo (Siria), circa 230.000 de morți
- 1290, septembrie, Cutremur în Chihli (China), circa 100.000 de morți
- 1556, 23 ianuarie, Cutremur în (Shansi) China, circa 830.000 de morți
- 1667, Cutremur în Shamakha Azerbaijan, circa 80.000 de morți
- 1727, 18 noiembrie, Cutremur în (Tabriz) Iran, circa 77.000 de morți
- 1737, 11 octombrie, Cutremur în Calcutta India, circa 300.000 de morți
- 1923, 1 septembrie, Cutremur de gradul 8,3 în Regiunea Kantō (Japonia), circa 143.000 de morți
- 1927, 22 mai, Cutremur de gradul 8,3 în China, circa 200.000 de morți
- 1929, 16 decembrie, Cutremur de gradul 8,6 în Gansu (China), circa 200.000 de morți
- 1932, 25 decembrie, Cutremur de gradul 7,6 în China, circa 70.000 de morți
- 1935, 30 mai, Cutremur de gradul 7,5 în Quetta (Pakistan), între 30.000 și 60.000 de morți
- 1938, 1 februarie, Cutremur de gradul 8,5 în Indonezia
- 1948, 5 octombrie, Cutremur de gradul 7,3 în Ashgabat (Turkmenistan), circa 110.000 de morți
- 1950, 15 august, Cutremur de gradul 8,6 în India
- 1964, 16 iunie, Cutremur de gradul 7,5 în Niigata, Japonia
- 1976, 27 iulie, Cutremur în Tangshan (China), circa 255.000 de morți
- 1990, 20 iunie, Cutremur de gradul 7,7 în Iran, circa 50.000 de morți
- 1993, 30 septembrie, Cutremur de gradul 6,4 în Maharastra (India), circa 7.600 de morți
- 1995, 17 ianuarie, Cutremur de gradul 7,2 în Kobe-Osaka (Japonia), circa 6.500 de morți
- 1998, 22 mai, Cutremur de gradul 7,1 în Afganistan, circa 5.000 de morți
- 2001, 26 ianuarie, Cutremur de gradul 7,9 în Gujarat India, peste 20.000 de morți
- 2003, 22 mai, Cutremur în Bam (Iran), circa 31.000 de morți
- 2004, 26 decembrie, Cutremur de gradul 9,1 în Sumatra (Indonezia), peste 220.000 de morți
- 2005, 28 martie, Cutremur de gradul 8,7 în Sumatra (Indonezia), circa 1.000 de morți
- 2007, 21 ianuarie, Cutremur de gradul 7,2 în Indonezia
- 2008, 12 mai, Cutremur de gradul 7,5 în China, circa 55.000 morti
- 2011, 11 martie, Cutremur de gradul 8.9, (urmat de tsunami), pe coasta de est a Japoniei, în apropierea orașului Sendai.[5][6][7][8]
- 2011, 23 octombrie, Cutremur în Turcia de 7.6 grade[9]
- 2012, 11 aprilie, Cutremur de gradul 8,2 în Sumatra (Indonezia) [10]

### Africa
- 236, Cutremur în Algeria
- 1856, 22 august, Cutremur de gradul 7,3 în Algeria
- 1910, 24 iunie, Cutremur de gradul 6,6 în Algeria

### Cele mai intense cutremure înregistrate
După datele furnizate de USGS; magnitudinea pe scara Richter.
| Nr.crt. | Denumire                     | Locul           | Data       | Magnitudine | Mențiuni                                                 |
| ------- | ---------------------------- | --------------- | ---------- | ----------- | -------------------------------------------------------- |
| 1.      | Cutremur în Chile            | Chile           | 22.05.1960 | 9,5         | 1655 de morți, 3000 de răniți și 2 milioane fără adăpost |
| 2.      | Prince William Sund          | Alaska          | 28.03.1964 | 9,2         |                                                          |
| 3.      | Cutremur în Oceanul Indian   | Sumatra         | 26.12.2004 | 9,1         | După noile interpretări a avut intensitatea de 10,1-11.3 |
| 4.      | Kamciatka                    | Rusia           | 04.11.1952 | 9,0         |                                                          |
| 5.      | Cutremurul din Sendai (2011) | Japonia         | 11.03.2011 | 9,0         |                                                          |
| 6.      | Oceanul Pacific              | Chile           | 27.02.2010 | 8,8         |                                                          |
| 7.      | Cutremur în Ecuador          | Ecuador         | 31.01.1906 | 8,8         |                                                          |
| 8.      | Rat Islands                  | Alaska          | 04.02.1965 | 8,7         |                                                          |
| 9.      | Cutremur în Nord-Sumatra     | Nord-Sumatra    | 28.03.2005 | 8,6         |                                                          |
| 10.     | Assam                        | Tibet           | 15.08.1950 | 8,6         |                                                          |
| 11.     | Andreanof Islands            | Alaska          | 09.03.1957 | 8,6         | După noi aprecieri mai puțin de 13                       |
| 12.     | Cutremur în Bandasee         | Indonezia       | 01.02.1938 | 8,5         |                                                          |
| 13.     | Kamciatka                    | Rusia           | 03.02.1923 | 8,5         |                                                          |
| 14.     | Chile-Argentina              | Chile           | 11.11.1922 | 8,5         | După noi aprecieri mai mult de 8,3                       |
| 15.     | Kuril Islands                | Insulele Kurile | 13.10.1963 | 8,5         |                                                          |
| 16.     | Ningxia-Gansu                | China           | 16.12.1920 | 7,8         | După noi aprecieri mai puțin de 8,6                      |

## Societăți
În 1880, Sir James Alfred Ewing, Thomas Gray și John Milne, oameni de știință britanici care lucrau în Japonia, au început să studieze cutremurele. Au fondat Societatea de Seismologie din Japonia, care a finanțat inventarea seismografelor.

## Imagini

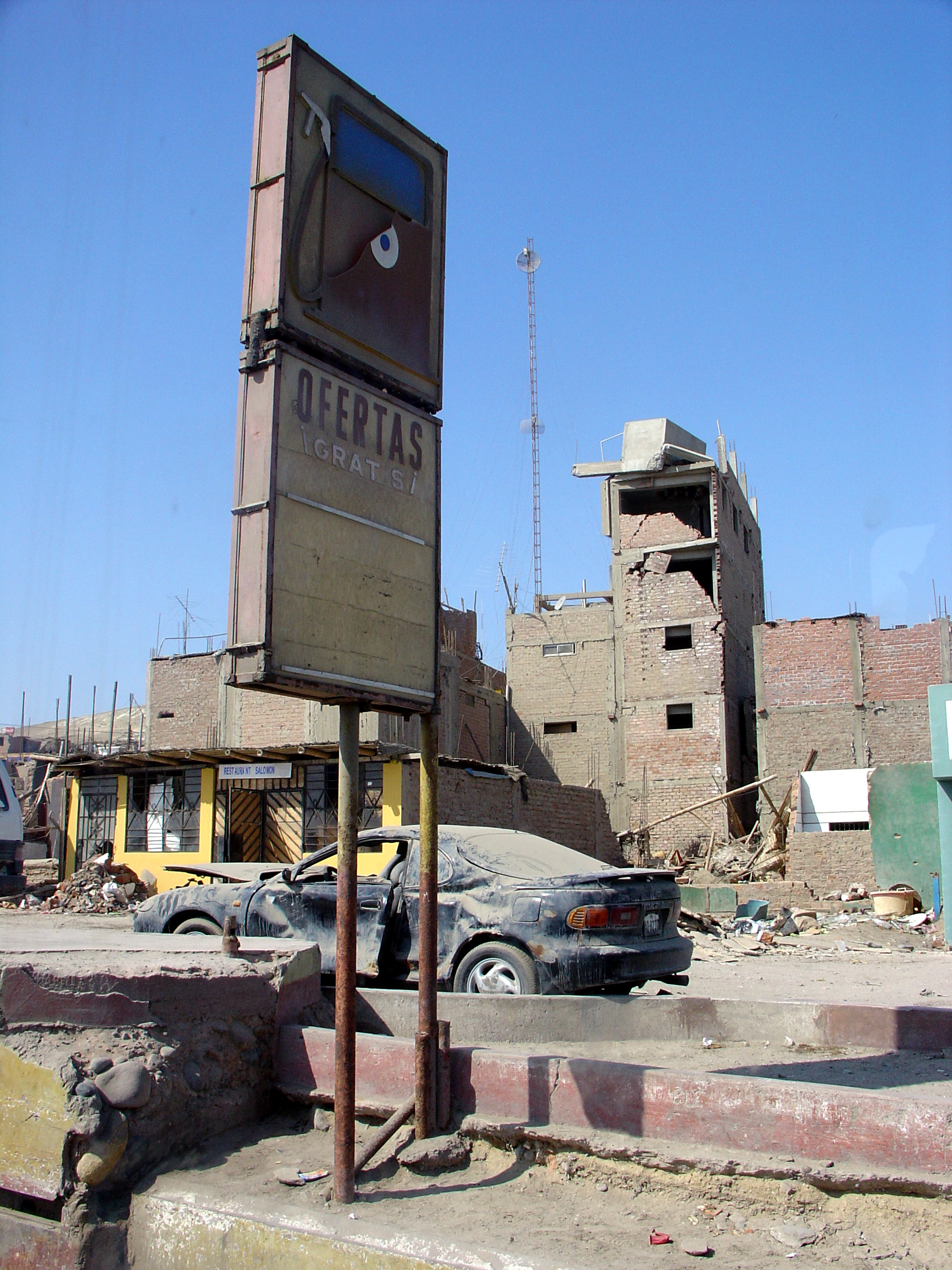
Cutremurul din Peru (2007)
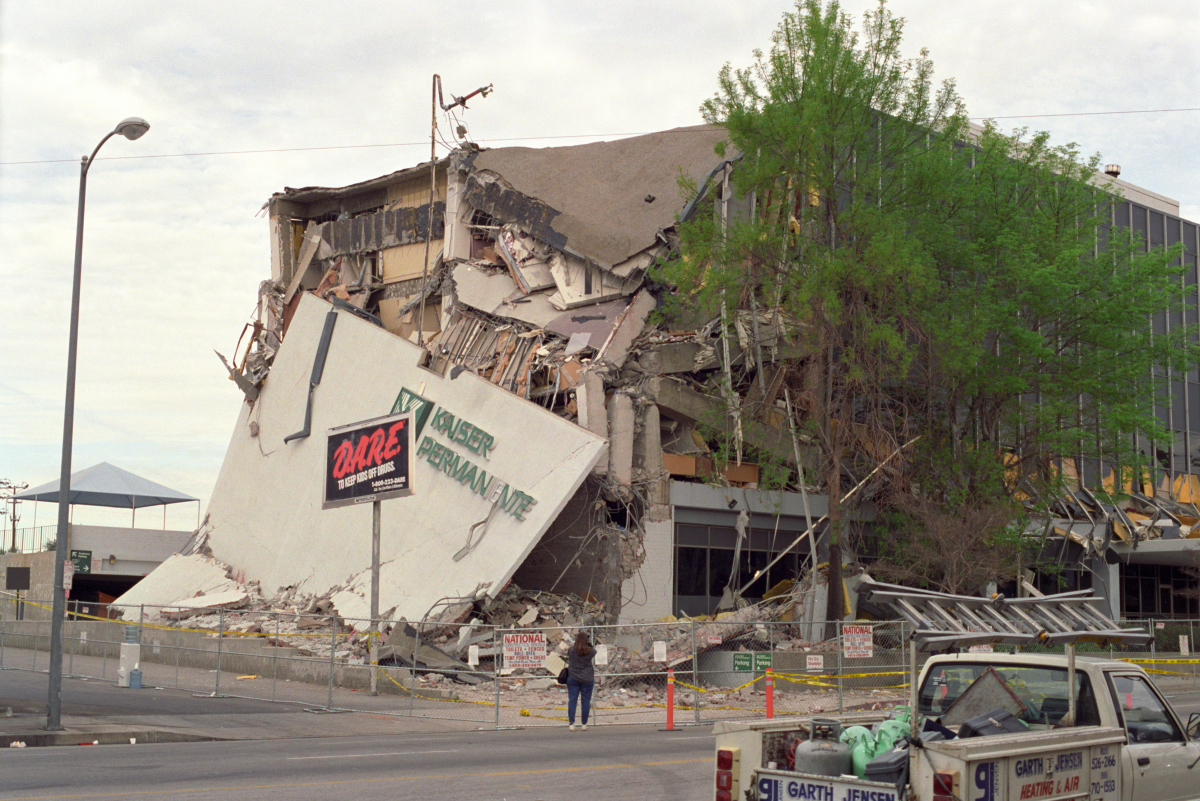
Cutremurul din Northridge (1994)
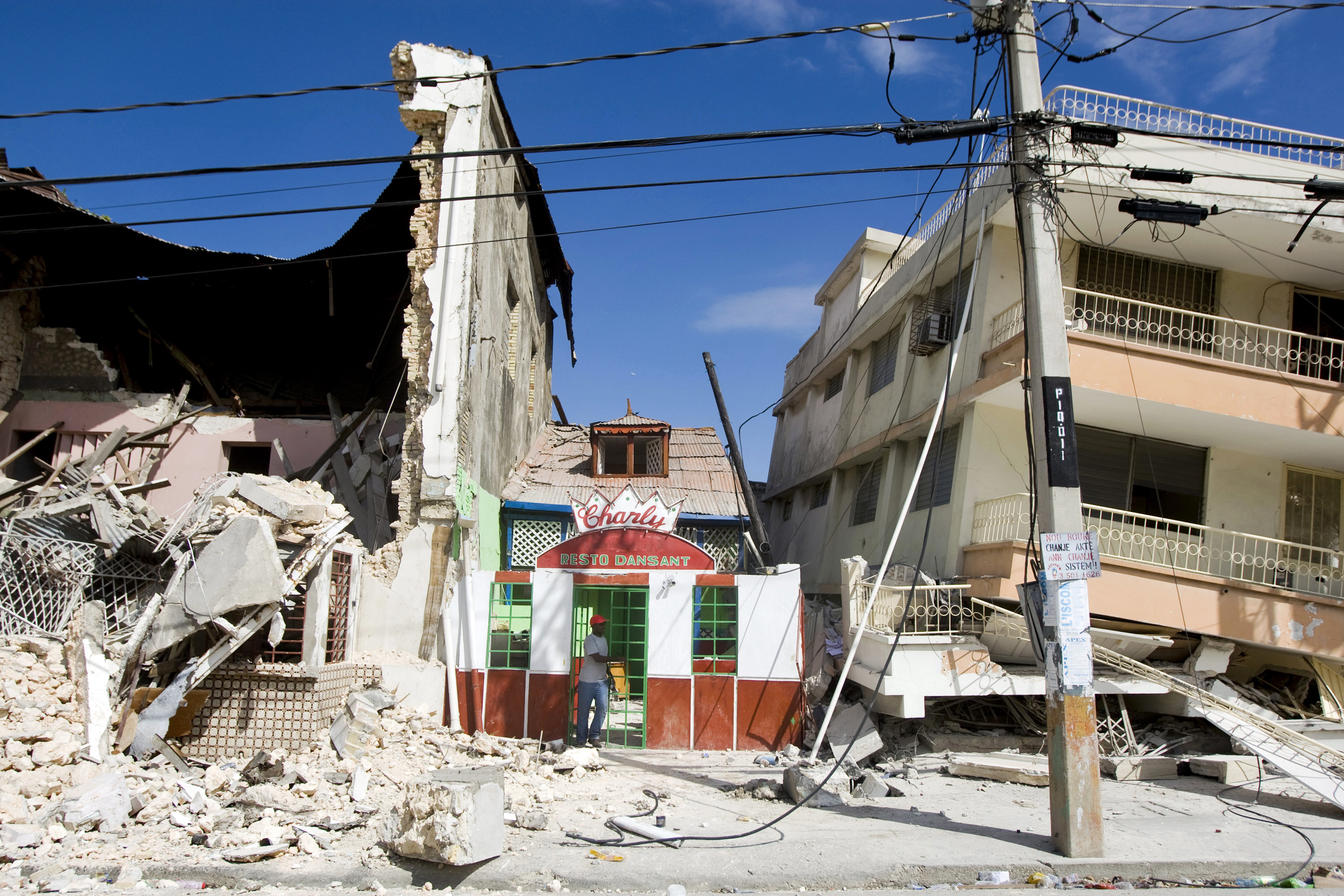
Cutremurul din Haiti (2010)
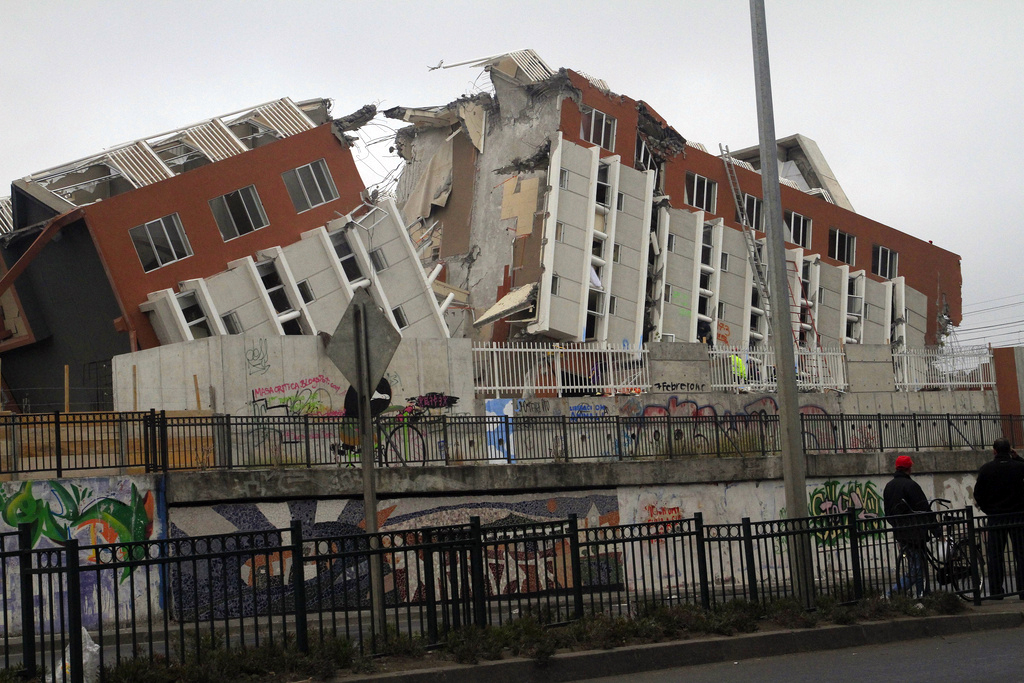
Cutremurul din Chile (2010)
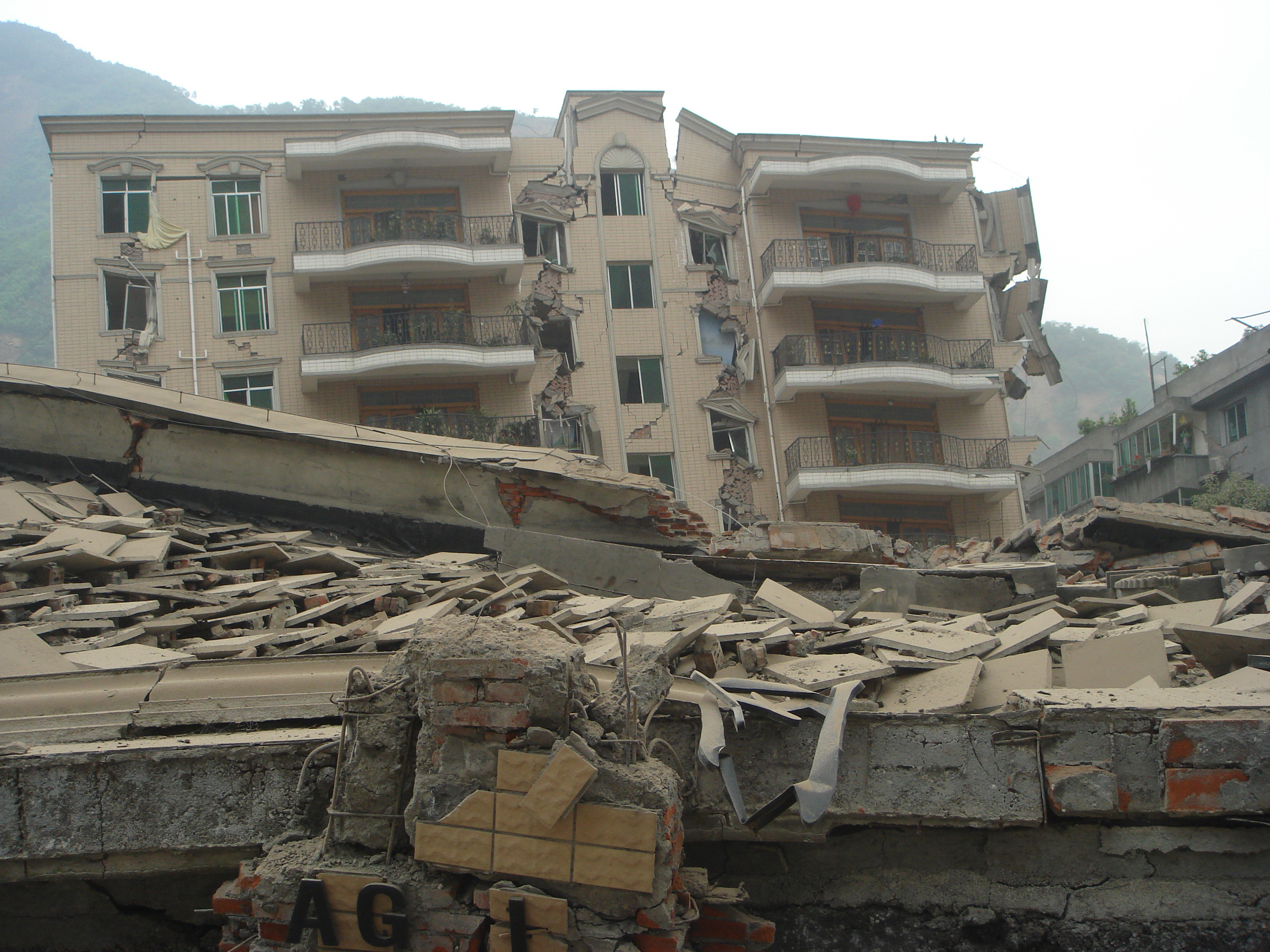
Cutremurul din provincia Sichuan (2008)